# Canis arnensis
Canis arnensis és una espècie extinta de mamífer carnívor de la família dels cànids que visqué a Europa des del Pliocè superior fins al Plistocè mitjà, fa entre 300.000 anys i 3,2 milions d'anys. Se n'han trobat restes fòssils a Grècia, Hongria i Itàlia. Era si fa no fa igual de gros que els xacals d'avui en dia, amb els quals tenia una relació propera. Els seus fòssils sovint es troben al costat de les restes de C. etruscus, un caní més gros. El nom específic arnensis significa ‘de l'Arno’ en llatí.